# Сент
Сент (фр. Saintes, фр.: [sɛ̃t] ( прослухати)) — місто та муніципалітет у Франції, у регіоні Нова Аквітанія, департамент Приморська Шаранта.
Муніципалітет розташований на відстані близько 415 км на південний захід від Парижа, 100 км на північ від Бордо, 120 км на південний захід від Пуатьє, 65 км на південний схід від Ла-Рошель. Населення — 25 518 осіб (01.01.2021). Друге місто департаменту після Ла-Рошелі з міською зоною з 60 975 мешканців (2008). Хоча більшість навколишнього ландшафту складається з родючих, продуктивних полів, набагато менша частина регіону залишається лісовою, що є його природним станом.
У римські часи Сент був відомий як Mediolanum Santonum. В основному побудований на лівому березі Шаранти, Сент став першою римською столицею Аквітанії. Пізніше він був призначений столицею провінції Сентонж під час Старого порядку. Після Французької революції він ненадовго став префектурою департаменту (тоді він називався Нижня Шаранта) під час територіальної реорганізації 1790 року, поки Ла-Рошель не була призначена та замінила її в 1810 році. Хоча він мав лише статус супрефектури, Сенту було дозволено залишатися судовим центром департаменту. Наприкінці 19 століття Сент був обраний центром VIII округу Національних Залізниць Держ, залізниць, що уможливило епоху економічного та демографічного зростання.
Сьогодні Сент залишається економічним центром департаменту, а також важливим транспортним вузлом. Працює кілька великих промислових підприємств (електроніка, ремонт рейок, будівництво підйомників). Сфера торгівлі та послуг міста велика; тут зосереджені адміністративні функції держави, суди та юридичні служби, а також банки, школи та лікарня. Окрім цього, обслуговування нерухомості, роздрібна торгівля та туризм забезпечують велику кількість робочих місць. Через свою примітну галло-римську, середньовічну та класичну спадщину Сент є туристичним напрямком. З 1990 року він є членом Французьких Міст і Земель Мистецтва та Історії (Villes et Pays d'Art et d'Histoire). Тут є кілька музеїв, театр, кінотеатри та організовуються численні фестивалі. Європейський центр музичних досліджень і практики знаходиться у своєму жіночому абатстві (Abbaye aux Dames).

## Демографія
Динаміка населення (INSEE ):
Розподіл населення за віком та статтю (2006):
| Стать | Всього | До 15 років | 15-24 | 25-44 | 45-64 | 65-85 | Понад 85 |
| --- | ------ | ----------- | ----- | ----- | ----- | ----- | -------- |
| Чоловіки | 12 034 | 1987        | 1826  | 2719  | 3102  | 2118  | 282      |
| Жінки | 14 513 | 1899        | 1684  | 3124  | 3843  | 3316  | 647      |
| \| Статево-вікова піраміда \| Статево-вікова піраміда \| Статево-вікова піраміда \| \| ----------------------- \| ----------------------- \| ----------------------- \| \| Чоловіки \| Вік \| Жінки \| \| 282 \| 85 + \| 647 \| \| 526 \| 80-84 \| 783 \| \| 502 \| 75-79 \| 901 \| \| 548 \| 70-74 \| 879 \| \| 542 \| 65-69 \| 753 \| \| 578 \| 60-64 \| 783 \| \| 862 \| 55-59 \| 955 \| \| 871 \| 50-54 \| 1067 \| \| 791 \| 45-49 \| 1038 \| \| 800 \| 40-44 \| 912 \| \| 701 \| 35-39 \| 845 \| \| 553 \| 30-34 \| 689 \| \| 665 \| 25-29 \| 678 \| \| 865 \| 20-24 \| 750 \| \| 961 \| 15-20 \| 934 \| \| 738 \| 10-14 \| 703 \| \| 607 \| 5-9 \| 631 \| \| 642 \| 0-4 \| 565 \| |        |             |       |       |       |       |          |
| Статево-вікова піраміда |        |             |       |       |       |       |          |
| Чоловіки | Вік    | Жінки       |       |       |       |       |          |
| 282 | 85 +   | 647         |       |       |       |       |          |
| 526 | 80-84  | 783         |       |       |       |       |          |
| 502 | 75-79  | 901         |       |       |       |       |          |
| 548 | 70-74  | 879         |       |       |       |       |          |
| 542 | 65-69  | 753         |       |       |       |       |          |
| 578 | 60-64  | 783         |       |       |       |       |          |
| 862 | 55-59  | 955         |       |       |       |       |          |
| 871 | 50-54  | 1067        |       |       |       |       |          |
| 791 | 45-49  | 1038        |       |       |       |       |          |
| 800 | 40-44  | 912         |       |       |       |       |          |
| 701 | 35-39  | 845         |       |       |       |       |          |
| 553 | 30-34  | 689         |       |       |       |       |          |
| 665 | 25-29  | 678         |       |       |       |       |          |
| 865 | 20-24  | 750         |       |       |       |       |          |
| 961 | 15-20  | 934         |       |       |       |       |          |
| 738 | 10-14  | 703         |       |       |       |       |          |
| 607 | 5-9    | 631         |       |       |       |       |          |
| 642 | 0-4    | 565         |       |       |       |       |          |

## Економіка
2010 року серед 16 061 особи працездатного віку (15—64 років) 10 940 були активними, 5121 — неактивною (показник активності 68,1%, у 1999 році було 69,1%). З 10 940 активних мешканців працювали 9182 особи (4531 чоловік та 4651 жінка), безробітними було 1758 (948 чоловіків та 810 жінок). Серед 5121 неактивної 1560 осіб було учнями чи студентами, 1838 — пенсіонерами, 1723 були неактивними з інших причин.

У 2010 році в муніципалітеті числилось 12861 оподатковане домогосподарство, у яких проживали 24960,0 особи, медіана доходів виносила 17 594 євро на одного особоспоживача

## Уродженці
- Євтропій із Сента (III чи IV століття) – святий, перший єпископ Сента.
- Бернар Паліссі (1510-1589) —  французький хімік, художник-вітражист, кераміст, науковець, садівник, перебрався в місто Сент приблизно в 1539 році.
- Жозеф Гійотен (1738-1841) — французький лікар, політик, депутат французької Національної Асамблеї.
- Теодор Дюре (1838-1927) — французький письменник, журналіст, колекціонер і критик мистецтва.
- Домінік Рошто (1955) — колишній французький футболіст.
- Франсуа Бріссон (1958) —  колишній французький футболіст.